# بین‌راهی (فیلم ۲۰۰۷)
بین‌راهی (به انگلیسی: The Hitcher) فیلمی از گونهٔ ترسناک یا دلهره‌آور به کارگردانی دیو میرز، محصول سال ۲۰۰۷ ایالات متحدهٔ آمریکا است.

## خلاصه داستان
جیم هالسی و گریس اندروز دو دانشجوی کالج با اتومبیلی از نوع (اولدزموبیل ۴۴۲) ۱۹۷۰ برای گذراندن تعطیلات عید «ایستر» در حال سفر در جاده می‌باشند. آن‌ها در بین راهی که به «نیومکزیکو» ختم می‌شود، و در هوایی بارانی به یک مسافر مرموز بین راهی به اسم جان رایدر برمی‌خورند و او را سوار اتومبیل خود می‌کنند. اما در ادامه مسافرت لذتبخش آن‌ها تبدیل به یک کابوس می‌شود چرا که آن‌ها متوجه می‌شوند این مسافر یک قاتل زنجیره‌ای دیوانه است که تصمیم دارد آن‌ها را به‌طرز وحشیانه‌ای بکشد. ابتدا جیم و گریس موفق می‌شوند از چنگ رایدر بگریزند اما رایدر آن‌ها را در طول مسیر تعقیب می‌کند و این در حالی است که پلیس نیو مکزیکو نیز به دنبال رایدر می‌باشد، حوادث بعدی به گونه‌ای رقم می‌خورند که پلیس دانشجوها را قاتل می‌پندارد …

## نگاه عمیق فلسفی در فیلم
خرگوشی به آرامی به سوی جاده حرکت می‌کند، از سمت مقابل یک خودرو مشکی رنگ در حال نزدیک شدن است، ظاهراً فاصله به حدی است که خرگوش بتواند از عرض جاده عبور کند. خرگوش در حالی که به خودرو نگاه می‌کند شروع به عبور از عرض جاده می‌کند و لحظه‌ای بعد ناگهان اتومبیل دیگری که از سمت مقابل می‌آید و ما قبلاً آن را ندیده‌ایم خرگوش را زیر می‌گیرد و چون گوجه‌فرنگی له شده‌ای به آسفالت می‌چسباند، دوربین به آرامی به حرکت خود ادامه می‌دهد و روی "جیم هالسی" که در حال صحبت کردن با "گریس اندروز" است ثابت می‌ماند…
این سکانس افتتاحیهٔ فیلم "بین راهی" (The Hitcher) به کارگردانی " دیو میرز "، محصول سال ۲۰۰۷ کشور آمریکاست که به نظر من یکی از زیباترین سکانس‌های افتتاحیه‌ای است که می‌توان برای یک فیلم در "ژانر"های "اکشن"، ترسناک و مهیج در نظر گرفت. چند "نماد" بسیار زیبا و منطبق با محتوای فیلم در این اثر وجود دارد که همگی در نهایت زیبایی ساخته و پرداخته شده و بسیار تأثیرگذارند:
یکی همان سکانس افتتاحیه است که گفته شد، دومی زمانی است که یک سنجاقک (حشره‌ای شکارچی) به شیشهٔ اتومبیل جیم و گریس می‌خورد و له می‌شود، بعدی هنگامی است که آن دو در یک مکان متروک وحشتزده منتظر ورود "جان رایدر" قاتل زنجیره‌ای و روانی فیلم هستند که عقربی از کنار پای جیم عبور می‌کند و او با وجود این که می‌تواند با اندک ضربه‌ای آن را له کند، سعی می‌کند با ملایمت مسیر حشره را تغییر دهد تا مجبور به کشتنش نشود!... (همین آدم دلرحم درمقاطع نزدیک به پایان فیلم به گونه‌ای دلخراش توسط "جان رایدر" به قتل می‌رسد!!! "از کمر دو نیم می‌شود")

## بازیگران و شخصیت‌ها
- شان بین (جان رایدر)
- سوفیا بوش (گریس)
- زکری نایگتون (جیم هلسی)
- نیال مک‌دوناف ستوان استریج)
- اسکیپ اوبرایان (هارلان)
- تراویس شولْد (هارلان)
- لورن کوهن (مارلن)
- یارا مارتینز (بث)

## جوایز
- سوفیا بوش :جوایز انتخاب نوجوان سال ۲۰۰۷ : انتخاب بازیگر فیلم: ترسناک / هیجانی (برنده)
- سوفیا بوش :جوایز انتخاب نوجوان سال ۲۰۰۷ : انتخاب فیلم: برک آوت زنان (برنده)
- سوفیا بوش :جشنواره فیلم ویل سال ۲۰۰۷: افزایش جایزه ستاره (برنده)
- جوایز بهترین کار در یک خودرو سال۲۰۰۸ (نامزد)